# 야기 안테나

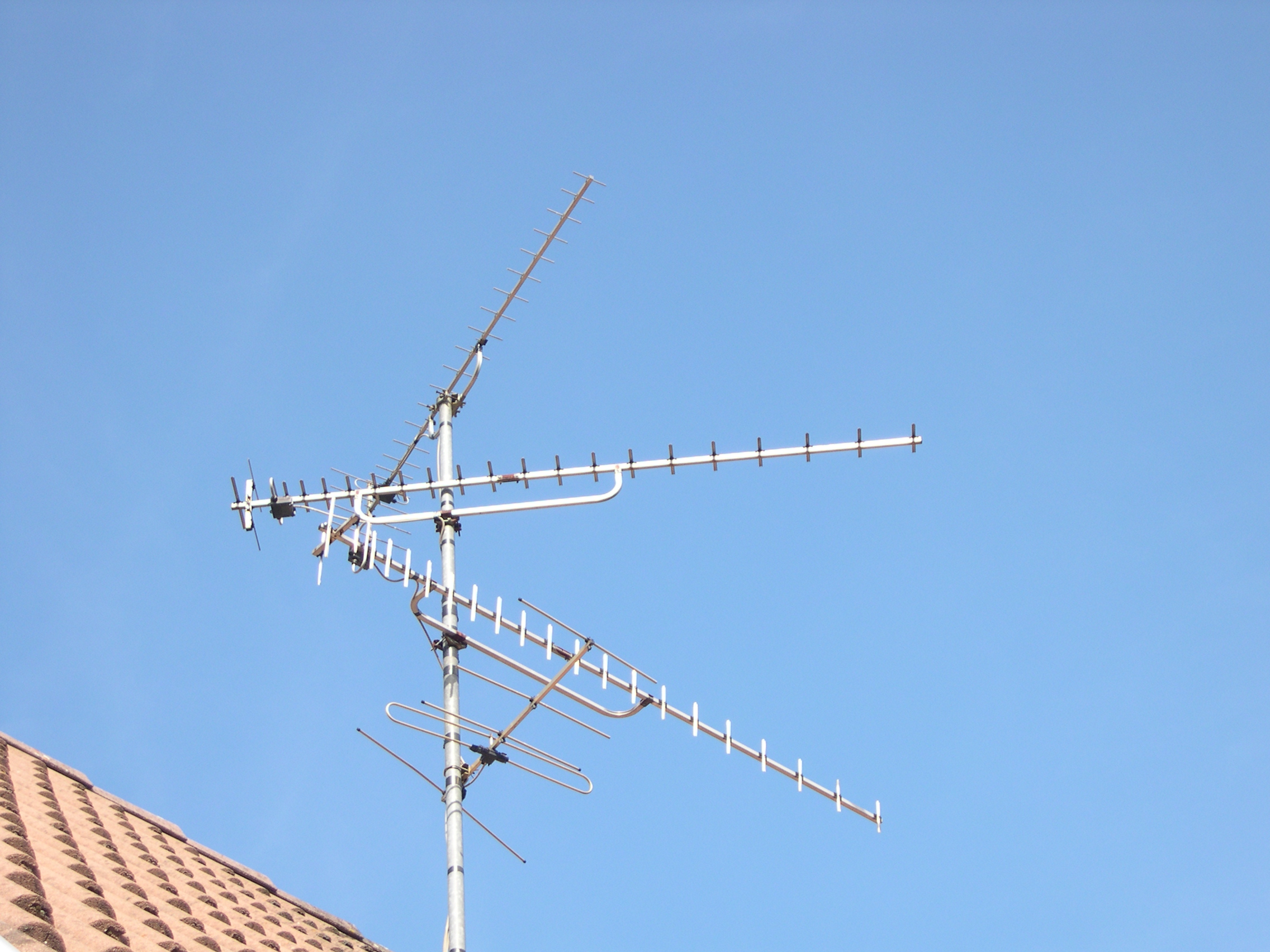

야기 안테나 또는 야기-우다 안테나(Yagi-Uda antenna)는 하나의 여진(勵振) 소자(일반적으로 쌍극 또는 접힌 쌍극)와 부가적인 비여진 소자(보통 한개의 반사체와 하나 이상의 지향체)로 구성된 지향성 안테나이다. 반사체 소자는 여진쌍극 보다 약간 더 길고(일반적으로 5% 더 길다), 지향체는 약간 짧다. 이 디자인은 단순 쌍극과 비교해 안테나의 지향성과 이득면에서 대단히 괄목할만한 증가를 얻는다. 1920년대에 공학자 야기 히데쓰구와 우다 신타로에 의해 개발되었다.
야기-우다와 같은 고지향성 안테나들은 높은 이득 때문에 보통 빔 안테나라고 한다. 그러나 야기-우다 디자인은 단지 다소 좁은 대역에 걸쳐 높은 이득을 얻는다. 그런데 그것은 다양한 통신 주파수 대역(아마추어 무선통신을 포함)에서 유용하게 쓰이지만 전통적인 무선통신과 텔레비전 방송 대역에서는 덜 적합하다. 아마추어 무선통신사들은 종종 직접 이러한 안테나를 제작하면서 많은 양의 기술적인 논문과 소프트웨어를 만들어 내기 위해 HF, VHF 그리고 UHF 대역에서 통신하기 위해 흔히 적용한다. VHF/UHF 방송용 광대역 안테나는 낮은 이득과 로그-주기의 쌍극 배열 안테나를 포함하는데 표면적으로 유사한 모습으로 인해 종종 야기-우다 배열 안테나와 혼동한다. 다른 위상 배열 안테나와 마찬가지로 그러한 디자인은 각 소자에 전기적인 연결을 가지고 있는데 반해 야기-우다 디자인은 비여진 소자들과 하나의 여진(쌍극) 소자 사이에 전자기적 상호작용에 근거해 동작한다.

## 같이 보기
- 안테나